# 3 World Trade Center
3 World Trade Center, também chamado de 3 WTC ou 175 Greenwich Street, é o endereço do arranha-céu erguido como parte da reconstrução do World Trade Center na cidade de Nova Iorque. Situa-se no lado leste da Rua Greenwich, do outro lado do quarteirão em relação onde ficavam as torres gêmeas, que foram destruídas nos Ataques de 11 de Setembro de 2001. O edifício, projetado por Richard Rogers, tem 329 metros. A área total do edifício é de 190 000 m2. Projetos para o edifício incluíam quatro antenas, tendo sido excluídas posteriormente. Em 2012, sofreu duras alterações no projeto, sendo reduzido à uma edificação de apenas 7 andares, porém, por volta de 2014 os planos voltaram à ideia original e a construção prosseguiu, até sua conclusão em Junho de 2018.